# Browning M1919
De Browning M1919 is een luchtgekoeld machinegeweer dat is ontworpen en gemaakt door Browning. Het werd zowel op tanks gemonteerd als door de infanterie te voet gehanteerd. In de Tweede Wereldoorlog en Koreaanse Oorlog was het wapen op grote schaal in gebruik bij de infanterie. Een verbeterd model wordt anno 2019 nog steeds door het Amerikaanse leger gebruikt.
Het wapen is een doorontwikkeling van de Browning M1917 en de Browning M1918. De Browning M1918 was de luchtgekoelde versie van de M1917 voor vliegtuigen. Omdat de M1917 te zwaar was om tijdens offensieven te voet te hanteren heeft men de M1919 ontworpen. Tijdens de Tweede Wereldoorlog is de M1919 voornamelijk in Europa ingezet. De M1917 werd vooral tijdens de oorlog in de Grote Oceaan nog veel gebruikt omdat vanwege het warmere klimaat daar de loop meer koeling vereiste. Later is de M1919 ook in gebruik genomen bij de Pacific War. De M1919 werd door de infanterie altijd door twee man gehanteerd, een schutter en een helper die de driepoot en de munitie draagt en aanvoert. Sergeant John Basilone ontwierp een hulpstuk dat zodanig over de loop kon worden geschoven dat het wapen uit de hand kon worden afgevuurd. Het was dan wel minder effectief.